# Міфічні числа
Міфічне число — це число, яке вживається та приймається начебто як результат наукового дослідження і/або спостереження, але, насправді, походження якого достеменно невідоме і достеменність якого не обґрунтована. Термін було введено 1971 року Максом Сінгером, одним з засновників Інституту Гудзона.
Відомі приклади: твердження, що людина використовує лише 10 % від потужності власного мозку, рекомендація жувати їжу 29 разів перед ковтком, правило п'яти секунд.
Виникнення таких чисел споріднене з виникненням міських легенд і може, між іншим, ґрунтуватися на:
- невірній інтерпретації прикладів
- екстраполяції прикладів з інших галузей знань
- результатах комічних дослідів
- різних дезінформаціях
- припущеннях відомих людей
- вдалих жартах